# 秋元喜平
秋元 喜平（あきもと きへい、1930年〈昭和5年〉1月11日 - ）は、日本の政治家。元栃木県さくら市長（1期）、旧氏家町（現・さくら市）長（1期）。

## 来歴
栃木県立宇都宮農業高等学校（現・栃木県立宇都宮白楊高等学校）卒。氏家町議を2期務め、副議長を務めた。ほか町農業委員会委員長、商工会理事、農協理事となる。1990年の氏家町長選挙に立候補したが、落選した。落選後は同町収入役、助役などを歴任した。2002年の氏家町長選挙に立候補し、当選。氏家町長を2005年に合併するまで務めた。氏家町は2005年に合併で「さくら市」となり、合併後の市長選挙に立候補して、対立候補と1300票余の差で当選した。さくら市長は1期務め、2009年に退任した。